# Partito Liberale di Stato
Il Partito Liberale di Stato (in olandese: Liberale Staatspartij - LSP, informalmente chiamata anche de Vrijheidsbond, La Lega della Libertà) fu un partito politico dei Paesi Bassi operativo dal 1921 al 1946.
Di orientamento liberal-conservatore, si affermò in seguito alla confluenza di cinque soggetti politici:
- l'Unione Liberale (Liberale Unie);
- la Lega dei Liberali Liberi (Bond van Vrije Liberalen);
- la Lega Economica (Economische Bond);
- il Partito Neutrale (Neutrale Partij);
- il Partito della Classe Media (Middenstandspartij), che mantene un'identità politica autonoma e che poi si ricostituì come un soggetto politico distinto.

Nel 1948 dette vita al Partito della Libertà (Partij van de Vrijheid) che, nel 1948, si trasformò in Partito Popolare per la Libertà e la Democrazia.
Con l'intento di ricostituire la precedente formazione, nel 1963 Louis Rudolph Jules van Rappard fondò un partito omonimo.

## Risultati
| Elezione         | Voti    | %    | Seggi    |
| ---------------- | ------- | ---- | -------- |
| Legislative 1922 | 271.358 | 9,26 | 10 / 100 |
| Legislative 1925 | 226.409 | 7,34 | 8 / 100  |
| Legislative 1929 | 249.105 | 7,37 | 8 / 100  |
| Legislative 1933 | 258.732 | 6,95 | 7 / 100  |
| Legislative 1937 | 160.260 | 3,95 | 4 / 100  |